# Robert Smithson

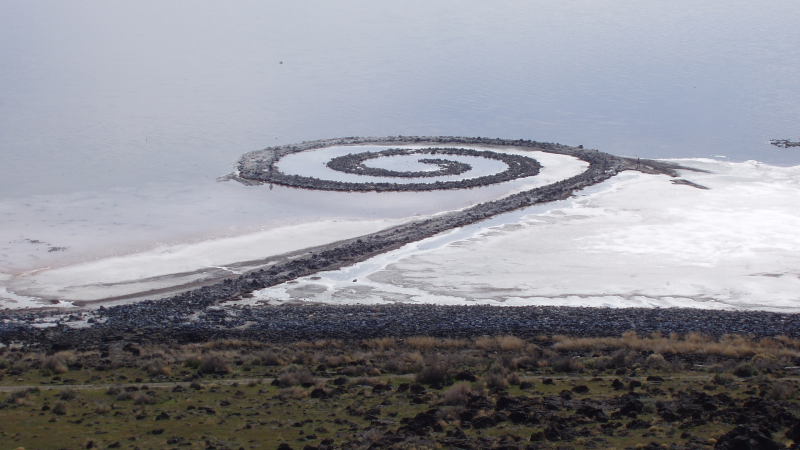
Robert Smithson: Spiral Jetty, 2005

Robert Smithson (Passaic, New Jersey, 1938. január 2. – Amarillo, Texas, 1973. július 20.) amerikai land art művész.
Land art első nagy figurája. Tevékenysége a minimalista művészetből indult. Tisztán gondolkodó, számos írást publikáló művészről van szó. Smithson a konceptuális művészet és a land art határterületén helyezkedik el. Az absztrakt expresszionista festőművészet felől érkezett a fotográfiákhoz, melyek kezdetben feltétlenül „nem művészeti galériák" számára készült munkák voltak. Egyszerű sziklák, a környezetükből kiemelt fatönkök, ásványdarabok dokumentációi, megjelenésük eredeti helyszínén. Innen indult 1970 körül, hogy azután valódi tájléptékben, valódi anyagokkal végzett műveletekben fejlessze ki sajátságos művészeti téziseit a „site sculpture” (helyspecifikus szobrászat) lehetőségeiről. 
Felfogásában a szobor a nagy természeti környezet részeként, de annak emberi kéznyomokkal, alakító szándékokkal, jelentéstani interferenciákkal megkülönböztetett részeként „működik".

## Korai művészete
Korai művészetében természeti anyagokat és geometriai struktúrákat ütköztetett. Különböző helyszínekről – régészeti és geológiai érdeklődésének megfelelően – földanyagokat, köveket gyűjtött össze.
- New Jersey: (1968) Konténerekbe öntve természetes kőzúzalékot láthatunk, mely New Jerseyből származik. Egyfajta virtuális dobozok, archeológiai tárolók ezek.

Következő lépést 1968-ban a jelenlévő és nem jelenlévő dialektikáját kutató alkotásai mutatják: virtuális tereket hozott létre tükrök segítségével, melyeket kővel, földdel, homokkal kombinált.
*Vörös homokkő-sarok: A tükörrel egy nem létező dobozt rajzol ki, amiben a véletlenszerűen leszórt anyagot szimmetrikussá teszi, – egy anyagilag nem létező dobozt formál a térből. Megragad a valóságos világ egyediségéből valamit, ugyanakkor a formátlant formává teszi. A jelenlévő és nem jelenlévő viszonyát kutatja, egyszerre álombeli és valóságos a forma. 
Egész életművének központi kategóriája az entrópia, a rendszerek szétesése.

## Dokumentáció, vázlatok
A művek bemutatására irányuló szervezőmunkája a mű elidegeníthetetlen részévé vált. Fotókat, vázlatokat, térképeket, vagyis mai szóval „intermédiumokat" használt a távoli, nem is szándék nélkül titokzatosságában megőrzött projektek minőségeinek érzékeltetésére. A Spiral Jettyről is megmaradt egy 30 perces 16 mm-es film. 1967-ben még a „valóságos táj mint médium" jelszó vezette, 1970-ben viszont már a televízión keresztül, videoszalagokon világszerte ismertté vált az említett land art mű.

## Spiral Jetty
- Az Ólmos víz alatt alvó ciklon (Spirális móló, Spiral Jetty): (1969-70) Egyik legfontosabb műve. Művét a utahi sivatagban fekvő Nagy-sóstó partjára képzelte, ebből alakult aztán ki a Spiral Jetty jól ismert formációja 1970-ben. A spirálalakban kívülről befelé csavarodó kőhányást ma már elöntötte a víz, csak a helyét jelölték meg. A spirális megjelenítette organikus növekedés felismert természettörvénye a természet alakulásának következtében semmisült meg. Felszínre kerülése ezt a művet is valószínűleg valamely rituális-misztikus jelentéstöbblettel fogja színezni.

6650 tonna kő (bazalt és mészkő) megmozgatásával hozta létre ezt az alkotást. 450 méter hosszú. Ciklon-szerű forma, amit negatív spirálként fog fel, – forgása is ellentétes az életet szimbolizáló spirálokkal. Ez a tó egy halott víz volt (olajfúrások miatt pusztult ki belőle az élet), de furcsa módon beavatkozásával, a mikroklímája megváltozott, és algák telepedtek meg benne.
*Amarillói lejtő: Smithson utolsó műve, a texasi Amarillo Ramp (Az amarillói lejtő) nemcsak a vad természeti környezet ellenpontjaként ható emberi mű, de valóságos funkcióként a mesterséges Tecovas-tó egyik vízelvezetője. (A tó alatt gigantikus méretű héliumtartályok vannak.) Nem véletlen, hogy Smithson legkedvesebb tervei mesterséges-művészi céllal elkezdett újrafelhasználásai az elhagyott bányaterületeknek: A posztindusztriális korszak terei újra természeti tájjá válnak, miközben hordozzák történetüknek a természet által egyre inkább természetté visszaalakuló vonásait. Smithson land art változata költőien történeti allúziókkal teli menekülési alternatíva.
„A művészt egy fertőtlenített és kifordult világ veszi körül. A korrózió zavarát sémákba, rácsokba és alosztályokba sorolja az esztétikai feldolgozás folyamata… Vegyünk egy bármilyen, eléggé hosszú szót és látni fogjuk, amint az saját ürességét tartalmazó hibák sorozatából áll, a részecskék földjeként nyílik meg. A részletekre töredezettségnek ez a könnyen felismerhető és kényelmetlen nyelvezete nem kínál könnyű formai megoldást. A tanító párbeszédek bizonyosságai a költészet alapelveihez fognak kerülni.”
Későbbi műveinél gyakrabban előfordul a pusztulás: például aszfalt-öntéseket csinált elhagyott  bányákban. Ezek un. Resource-művek (helyreállított). A víz és föld közötti párbeszédet kutatja. 
Korán meghalt, – elképzeléseit nem tudta teljes mértékig létrehozni. A munkája áldozata lett, lezuhant egy repülőgéppel hely keresése közben.